# Koganey
Koganey (auch: Kogoné, Kogoney) ist ein Dorf in der Landgemeinde Dargol in Niger.

## Geographie
Das Dorf liegt am rechten Ufer des Flusses Niger. Es befindet sich rund 36 Kilometer nordöstlich des Hauptorts Dargol der gleichnamigen Landgemeinde, die zum Departement Gothèye in der Region Tillabéri gehört. Zu den Siedlungen in der näheren Umgebung von Koganey zählen Djonté Lassia und Sinder Kandadji im Nordwesten, Dionté Niargou im Norden sowie Koma und Koma Gourma im Osten.
Koganey besteht aus zwei Ortsteilen, Koganey 1 und Koganey 2, die jeweils von eigenen traditionellen Ortsvorstehern (chefs traditionnels) geleitet werden.
Das Dorf ist Teil der Übergangszone zwischen Sahel und Sudan. Die durchschnittliche jährliche Niederschlagsmenge beträgt hier zwischen 400 und 500 mm.

## Bevölkerung
Bei der Volkszählung 2012 hatte Koganey 669 Einwohner, die in 106 Haushalten lebten. Bei der Volkszählung 2001 betrug die Einwohnerzahl 690 in 84 Haushalten und bei der Volkszählung 1988 belief sich die Einwohnerzahl auf 875 in 146 Haushalten.

## Wirtschaft und Infrastruktur
Es gibt eine Grundschule im Dorf. Am Ortsrand verläuft die 143,9 Kilometer lange Nationalstraße 39 zwischen Gothèye und Fonéko Tédjo. In Koganey nimmt außerdem eine auf 15 Kilometern markierte und gesicherte Transhumanz-Route ihren Ausgang.